# Алекса Жујовић
Алекса Жујовић (Мала Врбица, 1866 — Мала Врбица, 1951) био је српски политичар. Остаће упамћен по томе што је његов глас пресудио на седници српске скупштине на Крфу да се војска одмори и да крене у контраофанзиву. Арчибалд Рајс, велики пријатељ Срба, је у својој књизи поменуо да је једино Алекса Жујовић свога сина повео у рат, а да је чак и Никола Пашић сина Рада послао у Париз да би избегао рат.

## Биографија
Алекса је рођен у Малој Врбици 1866. године. Учитељску школу завршио је у Алексинцу и дошао за учитеља у село Неменикуће 1889 године. Постао је и управитељ школе и учио старије разреде (3. и 4. разред).
У књизи „Записи из Горњег Космаја“, аутора Милоја М. Радојевића налази се Алексина биографија са почетка његовог политичког живота. Прикључује се као млад радикалима и годинама ће трпети тортуре, премештања са посла и чак проглашавање хајдуком јер је својим јаким мислима и утицајем сметао странкама на власти.
Године 1892. Алекса је по казни премештен за учитеља у селу Мерћезу, округа Топличког. Суд општине Неменикуће по налогу власти разрешио га је од дужности учитеља у Неменикућу, али Алекса није хтео да оде у Топлицу. У Неменикућу се оженио Лепосавом ћерком тадашњег општинског писара Стевана Милошевића (касније трговца и механџије).
Као и све касније што се дешавало са Алексом морало је да носи помпу и да буде потпуно необично. Знало се да ће кћер угледног Стеве Милошевића, Лепосава бити супруга тадашњег неменикућског учитеља Алексе Жујовића и очекивала се женидба, удадба по обичајно устаљеној процедури. Алекса је желео да од своје женидбе начини спектакл и да догађај уђе и остане у времену и простору. И остао је. Оженио се по свом сценарију. На вашар у Тресијама је дошао са кочијама и и кочијашем и инсценирао крађу девојке Лепосаве а све је већ било договорено. Направљена је велика паника на вашару и данима се о том догађају препричавало. Остао је у служби учитељској три године докле га влада либерална 1892. године из исте не отпусти. Крајем исте године Алекса је постављен за порезника среза гружанског.
Године 1893. грађани села Неменикућа бирају га за председника своје општине. Волео је да свом народу али и гласачима учини по вољи па је као председник суда општине Алекса издејствовао одобрење да се у Тресијама те године (и наредне 1894) одржи још један вашар панађур и то у дане 30.јуна, 1. и 2. јула по старом календару. Исте 1893. године, произведен је у чин резервног коњичког потпоручника. У пролеће 1894. године бива поново отпуштен. Молио је да добије упражњено учитељско место у округу подунавском, али га није добио јер је наводно био под истрагом а потом и осуђен на затвор.
Године 1897. Алекса је поново изабран за председника општине у Неменикућу али је са падом владе Ћ. Симића поново разрешен дужности. И опет је неправедно затворен. Одмах потом следовало је суспендовање устава из 1888. због чега је и отворена позната Чебинчева афера у којој је и сам Алекса био осуђен са још много партијских функционера радикалне странке међу којима су били и Ранко Тајсић, Аца Станојевић и Коста Таушановић, све сами лидери и оснивачи радикалне странке.
Ухапшене радикалске вође су осуђене на казну од једне до три године тамнице, али су после шест месеци 1895. године, амнестирани од нове напредњачке владе Стојана Новаковића јер је јавно мишљење веровало да је цео процес био монтиран. Године 1897. Алекса је поново је изабран за председника општине Неменикуће.
Пишући о приликама у Србији у то време Алекса Жујовић каже: „Земља је имала три странке: либералну, напредњачку и радикалну. Либерална и напредњачка странка у ствари су биле јако сличне јер њихова унутрашња политика највише беше духа конзервативног. Спољна политика беше, нарочито напредњачка, отворено прихватање Запада - Аустрије док либерали донекле лавираху према Русији. Радикална, најмлађа странка појави се са својим програмом који тражише: уједначено уставно стање које се оличаваше: слобода штампе, слобода збора и договора, самоуправни систем итд. а због стварања „српског јединства“ спољна јој политика тражише: зближавање, савез са братском Црном Гором, добри односи са Кнежевином Бугарском и стално се ослањајући на братску Русију. Ово је радикална странка за време своје владавине у дело и спроводила. И мени, као Србину и младом човеку изгледаше и природно место у тој тако патриотској странци. За време владавине Радикалне странке, Србија стално напредоваше у сваком погледу: културном, економском, политичком итд. Српски владаоци изменише једно другом посете и Српске ствари нагло пођоше на боље. Но све ово није ишло у корист вечном српском непријатељу чија је позната девиза била - Дрангнах Остен (Продор на Исток) па су да би остварили своје идеје чинили све, вешто осигуравајући политички шах-мат.
Ивандањски атентат 1899. године имађаше нарочити задатак да поруши горе речено и споља и изнутра. Овом сам приликом и ја жртва постао.“После Ивандањског атентата на краља Милана (1899) Многи радикали осумњичени су за учешће у извршењу атентата, па је и Алекса Жујовић тражен од полицијских власти. Девет до зуба наоружаних државних органа ударише на Алексину кућу у Врбици, испреметаше све, а библиотеку готово сву упропастише, тражећи „нека писма“. Пошто ничег сумњиво не нађоше, тражише Алексу, али се лукави политичар на време склонио јер је знао да ће опет бити неправедно хапшен и малтретиран. Власт учини све да Алексу ухапси, али он реши да ни за чији ћеф, зарад оправдања својих политичких рачуна, не иде више невин у тамницу и бекством се спаси, те отиде у Књажевину Бугарску. У Бугарској је добио информацију да је проглашен за хајдука и да га свако може убити а да не одговара. Потом одлази у Црну Гору. На Цетињу 19. фебруара 1901. године, Алекса пише писмо - молбу Књажевско црногорском Министарству иностраних дела у којем износи своју прошлост, политичке погледе на прилике у Краљевини Србији и захтева да му се дозволи да се врати у Србију. Процес због атентата већ је био расправљан и завршен и 13. новембра 1901. године Министарство унутрашњих дела Србије издало је саопштење да се Алекса Жујовић може вратити у отаџбину као слободан грађанин. Алекса даље пише: “Ето због чега су код нас „неутралне владе“ а нарочито владавина председника Владе, др Владана Ђорђевића, ишле дотле, да једног, ласкам себи, школованог човека оглашују за хајдука и разбојника.“
После Мајског преврата 1903. године, Алекса је био члан делегације која је Петру Карађорђевићу уручила позив да дође на престо Србије. То није било случајно. У његовом дружењу са Петром и њиховом заједничком бежању у Босну и скривању по селима Западне Србије испредане су дугачке приче. У таквим околностима ковано пријатељство било је нераскидиво, братско. Петрови синови Ђорђе и Александар, за њега су били Ђока и Аца, а он за њих чика Алекса. У годинама које следе, дворска врата су му била увек отворена. Његова политичка каријера ишла је узлазном путањом. У ратним годинама Србије од 1912. до 1918., свој вербални политички патриотизам заменио је стварним, и осведочио га делом. Иако је по Закону о народним посланицима ослобођен војне обавезе, ступио је у редове бораца и борио се до краја рата. Жестоко се борио и у Скупштини против овог закона - како је рекао - да срамоти Србију. Врло мало је било посланика који су га следили (два или три). Тај његов патриотски гест помиње и др Арчибалд Рајс у свом тестаменту „ Чујте Срби“, иначе Алексин лични пријатељ. Арчибалд пише да је и Пашић сина Рада послао у Париз кад су кренуле ратне страхоте а једино је Алекса Жујовић повео свога сина Јована и зета др Драгољуба Илића са собом у рат и у пробој на солунски фронт.
Године 1912., предводио је коњичку извидницу и успоставио прву везу између српске и црногорске војске. Вешти контакти са људима али и његов лични пријатељ Реџеп Вукмирица, Албанац, Алекси је омогућио лакши пробој кроз Албанију. Међутим, све је то коштало Алексу ћупа злата који је понео са собом од куће. Његова војска је кроз зимом покривену Албанију прошла много боље него остали. Добијала је и храну и топлу одећу и срећно, скоро без губитака стигла на Крф. У ратној 1915. години, његова породица интернирана је у Аустрију (супруга Лепосава и петоро малолетне женске деце) и у логору је преживела жестоку тортуру због Алексе, народног посланика и официра српске војске.
Врло је важан његов говор на седници српске скупштине на Крфу, кад се одлучивало да ли да се настави рат или не. После пат позиције, његов је глас превагнуо, одлучио (последњи је гласао) за наставак рата. Његов подужи говор на седници српске скупштине на Крфу, забележен у скупштинским аналима, могао би се назвати историјским, а питање упућено посланицима - уз призвук патриотске патетике, биће препричавано генерацијама: „Ако прихватимо капитулацију, да ли би се смели вратити у Србију, погледати народу у очи, својим родитељима, сестрама, супругама, деци својој; да ли би имали моралног права да палимо свеће у овом рату нашој изгинулој браћи; да ли би се смели позивати на Лазара, Карађорђа, Милоша; шта ће о нама рећи потомство и историја ...? Били би попљувани“. Да ли је тада промењен след догађаја и ток српске историје? Можда.
Сваком свом политичком чину давао је велики публицитет, увек да буде сензационалан, спектакуларан, да има одјек. Стране делегације које су долазиле у Београд, ако је било великих народних сабора - вашара око Космаја, претворио је у свечане дочеке страних гостију. Вашаре на Тресијама посетило је више делегација и на тим вашарима у присуству огромне масе шареног света, скоро из пола Србије, са вашарског стола неког лицидера или воскара, држао је поздравне говоре гостима уз бурне аплаузе народа и њему и гостима. Штампа земаља из којих су делегације била је препуна слика са „величанствених дочека“ својих представника и текстова његове топле добродошлице. И наша штампа, посебно радикалска, придавала је таквом чину велики значај, а њему и странци - промоцију. Сматрао је да идеје ничему не служе ако су само написане. Треба их пронети кроз народ који ће то схватити и евентуално прихватити. 26 година је био народни посланик. Вешто је јахао на популизму.
Алекса се упорно борио против сваког државног намета на сељаштво. После Првог светског рата, за отплату ратних дугова по предлогу Владе, највећи део државних обавеза пао би на сељаштво. Са скупштинске говорнице Алекса подсећа да је српско сељаштво у рату од укупно изгубљених 55 од 100 мушких глава, 50 од 100 било сељачких; да се на сеоским кућама још вију црни барјаци; да је у влажном рову био „Циганин и Сеља“, а топове и комору вукли сељачки волови Сивоња и Зеља ; да је сељаку имовину опљачкао непријатељ; да је српски сељак „ ставио обе ноге у један опанак“ и предлаже да се ригорозно опорезују ратни профитери и други богаташи и да се припојени крајеви који су били под Аустро – Угарском, ослобођени да плаћају ратну штету Србији, равноправно оптерете порезом са Србијом.
Против владиног предлога који је требало да постане закон, организује демонстрације сељака кроз Београд. Непрегледне колоне сељака на коњима, не само Космајаца, већ и из других околних срезова на челу са Алексом демонстрира главним београдским улицама, а пред владиним институцијама Алекса држи ватрене говоре против неправедне владине политике према сељаштву, Београђани су бурно поздрављали демонстранте и њиховог трибуна Алексу Жујовића.
Од политичара свог доба изузетно је ценио Бају (Николу Пашића), Љубу (Давидовића), Ацу (Станојевића), Лазу (Пачуа) и још неке, и тврдио да ће Србија дуго чекати да се такви поново појаве. Жалио се на краља Александра: “ Неће Аца да ме слуша.“ 1934. године кратко време пре поласка у Француску, скоро цело пре подне провео је седећи на клупи у дворском парку са краљем Александром. Саветовао му је да одложи путовање у Марсеј. Говорио му је о разним непријатељским елементима у Србији и ван ње. Био је Алекса нервозан а није ни приметио да је све време испред себе штапом бушио земљу те направи голему рупу. Краљ не послуша Алексу и десила се трагедија. Краљ Александар је убијен. Једно време, Алекса Жујовић је са породицом живео у кући код „Златног буренцета“ у Београду, на углу Сремске и Призренске улице, испод Теразија. Стално је носио сељачку одећу и опанке и тако је годинама одлазио и у Народну скупштину, понекад и на коњу. У познијим годинама се са супругом Лепосавом вратио у Малу Врбицу а деца која су сва имала завршене високе школе осим сина Јована остала су у Београду, Бечу и Паризу. Алекса већ у поодмаклим годинама често је био на коњчету, кога је звао Кушља. У селу би, при пролазу увек поздрављао са „Помоз Бог“ и увек мало застане, пружи лепу реч - успоставља контакт. На директна питања – ако је проценио да није паметно директно одговарати - давао је индиректне или вишезначне одговоре. На једно од таквих питања сељака: ” Шта се ово дешава деда Алекса?, одговарао је – нешто се иза брда ваља.“
Уочи Другог светског рата већ је био уморан од турбулентног живота. Једна рука и нога били су му паралисани. Јахао је и даље то мало жуто кљусе које невезано где се остави, сатима стоји и чека газду.
У младости је био хитар, окретан, изузетан јахач и скакач и изазивао дивљење својим лакоатлетским дисциплинама, сада му је била потребна помоћ да се попне на коњића, а некад је као резервни коњички потпуковник ускакао у седло на високом вранцу Купони, чије су се слике виђале у неким ратним књигама и публикацијама после Првог св. рата.
Стари ратник, који на Крфу није дао Србији да капитулира, дочекао је капитулацију Југославије 1941. године са сузама. Жртве дате за ту вештачку Версајску творевину биле су узалудне. Осетио је сада да је братоубилачки рат на помолу и саветовао:„ Не Србин на Србина, брат на брата, комшија на комшију. Зар нам је мало што нам туђин крв просипа....“.
После Другог светског рата и доласком нове комунистичке власти чију је идеологију из дна душе мрзео, а руководиоце, без обзира на којој се хијерархијској лествици налазили, нарочито оне чије је порекло познато, Алекса на прагу осамдесете године живота и даље је био уман и бистар и све је извргавао руглу и подсмеху. То је најчешће чинио метафорично. Неки Младеновачки срески руководиоци плашили су се његових оштрих отровни жаока и ради превентиве затражише да се Алекса ухапси и осуди затворском казном због подривања новог поретка и ниподаштавања власти, те се Алекса иако у 84, 85 години живота, дементан и немоћан, прогласи државним непријатељем и велики део имовине му би конфискован и национализован. И тако се животна прича великог борца за сељачка права настави истим интензитетом до самог краја његовог живота.У разговору са једним биографом, узгред је рекао да је могао хиљаду пута да погине. Усуди се биограф да га упита: Да није први пут то могло бити у Тресијама када сте украли лепу Лепосаву и када будући свекар замало запуца на Вас из „црногорца”? Уместо одговора упутио је један хитар, кратак и лукав осмех који брзо сакри у белу браду и бркове.
Потомци Алексини и Лепосавини су веома истакнуте и познате личности. Једна ћерка је била Др. Зорка Илић која је дуго била начелник болнице за микозу, смештену у манастиру у Раковици, удата за чувеног педијатра др Драгољуба Илића који је завршио школовање на престижном универзитету Луј Пастер у Паризу. Била је др Зорка велики пријатељ Патријарха Германа и монаха Павла (потоњег Патријарха Павла) који је био дуго у манастиру Раковица. Син др Зорке и др Драгољуба је чувени композитор Миодраг Илић Бели чија су деца Александар Сања Илић (Група Балканика) и Драгољуб Илић (Група Генерација 5). У браку са глумицом Златом Петковић, Сања има сина Андреја, режисера и успешног бизнисмена, власника телевизије ИДЈ ТВ.
После дугог и веома активног политичког живота, Алекса Жујовић је умро 1951. године помало скрајнут од тадашње комунистичке власти али окружен пажњом и љубављу своје супруге Лепосаве и деце др Зорке Илић, Загорке, Будимке, Станке, Јелене и Јована. Сахрањен је на гробљу у његовој Малој Врбици.